# Hampstead Heath

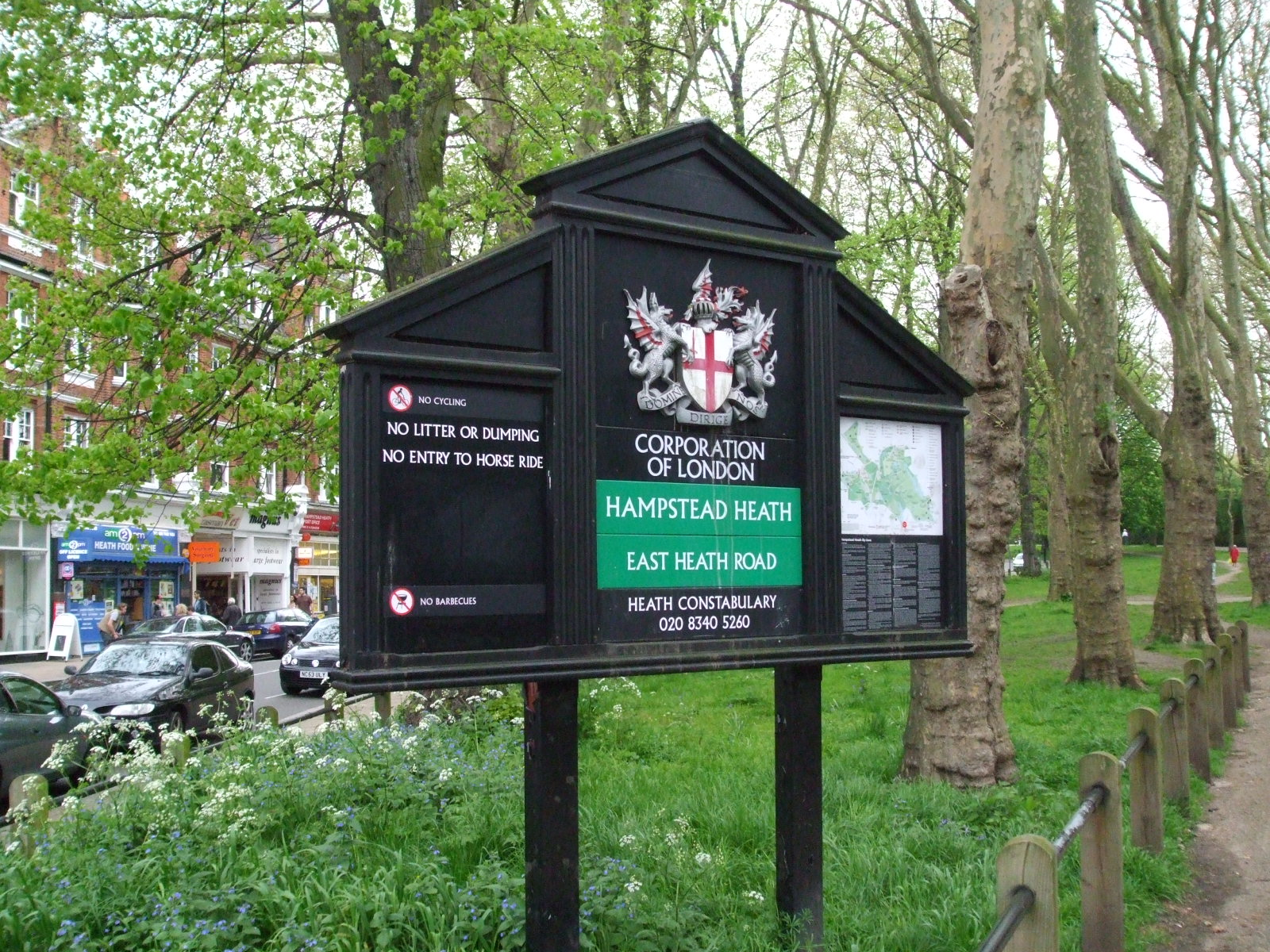
Extremo suroeste de «the Heath».

Hampstead Heath (conocido localmente como «the Heath») es un parque seminatural de la ciudad de Londres, Inglaterra (Reino Unido), uno de los más grandes y antiguos de la ciudad. Tiene una superficie de 320 hectáreas y se extiende sobre una zona elevada poblada de vegetación, de las más altas de la capital británica, entre Hampstead y Highgate, sitio este último que se asienta sobre la arcilla de Londres. The Heath es un terreno semisalvaje y montañoso, que contiene estanques, arboledas antiguas y de reciente plantación, parques infantiles y una pista de entrenamiento. Linda con los terrenos del palacio de Kenwood House. La parte sureste de The Heath es Parliament Hill, cuyas vistas de Londres están protegidas por ley.
A lo largo de su perímetro oriental existen una serie de estanques, entre ellos tres piscinas públicas a cielo abierto, que tiempo atrás fueron embalses de agua del río Fleet. The Heath está declarado Sitio de Interés para la Conservación de la Naturaleza y parte de los terrenos de Kenwood son Sitio de Especial Interés Científico. En verano allí se celebran conciertos a la orilla del lago. La gestión de Hampstead Heath corre a cargo de la Corporación de la City de Londres y queda en gran parte dentro del municipio londinense de Camden.

## Galería

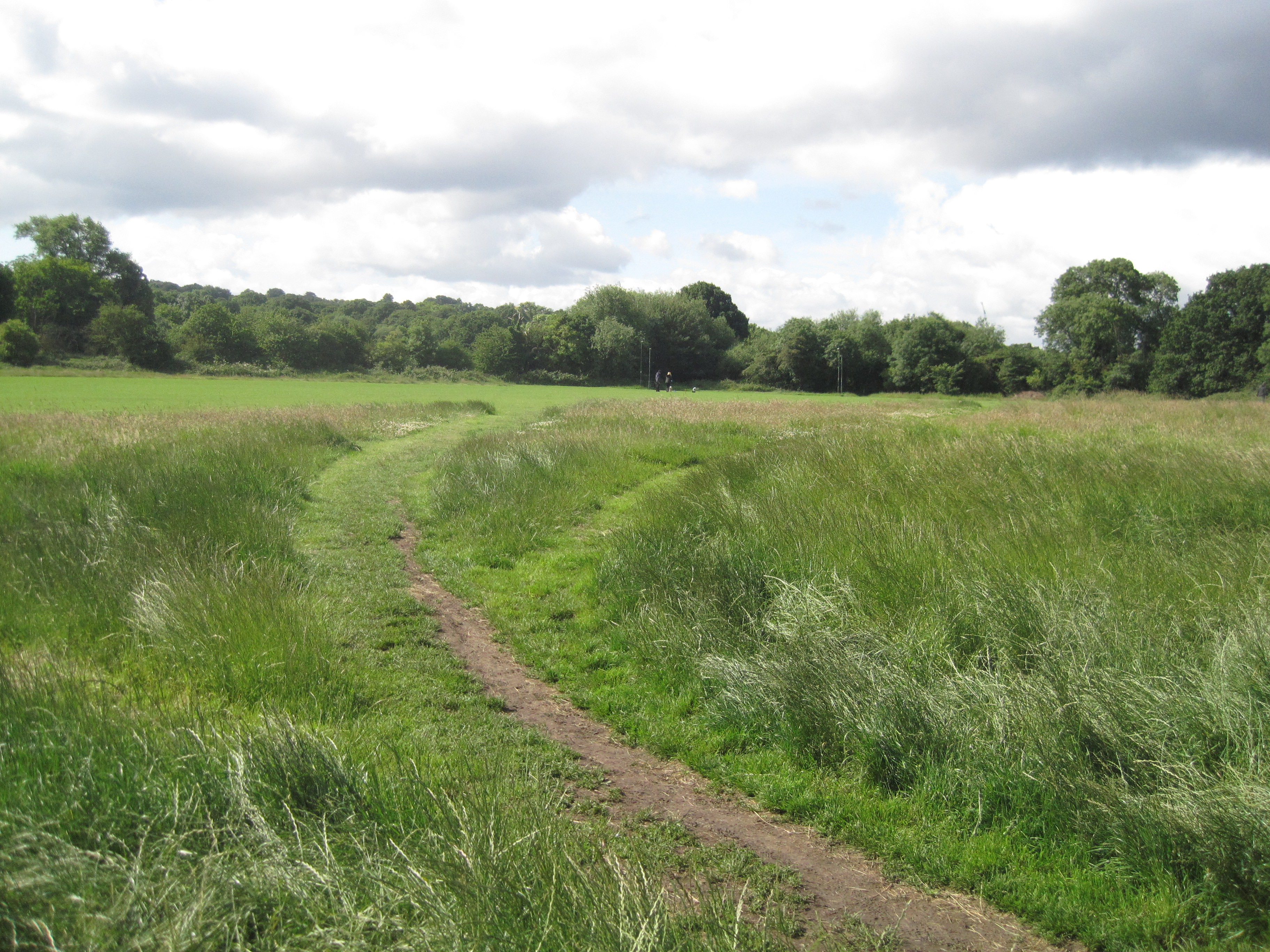
Hampstead Heath cerca de Barnet.
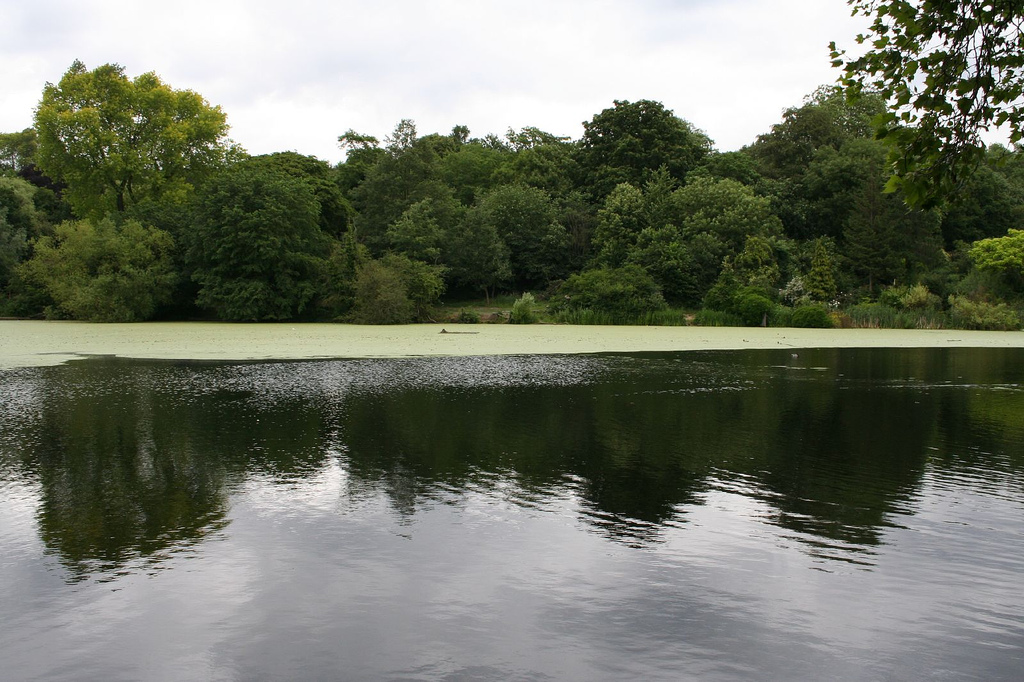
Estanque en Hampstead Heath.
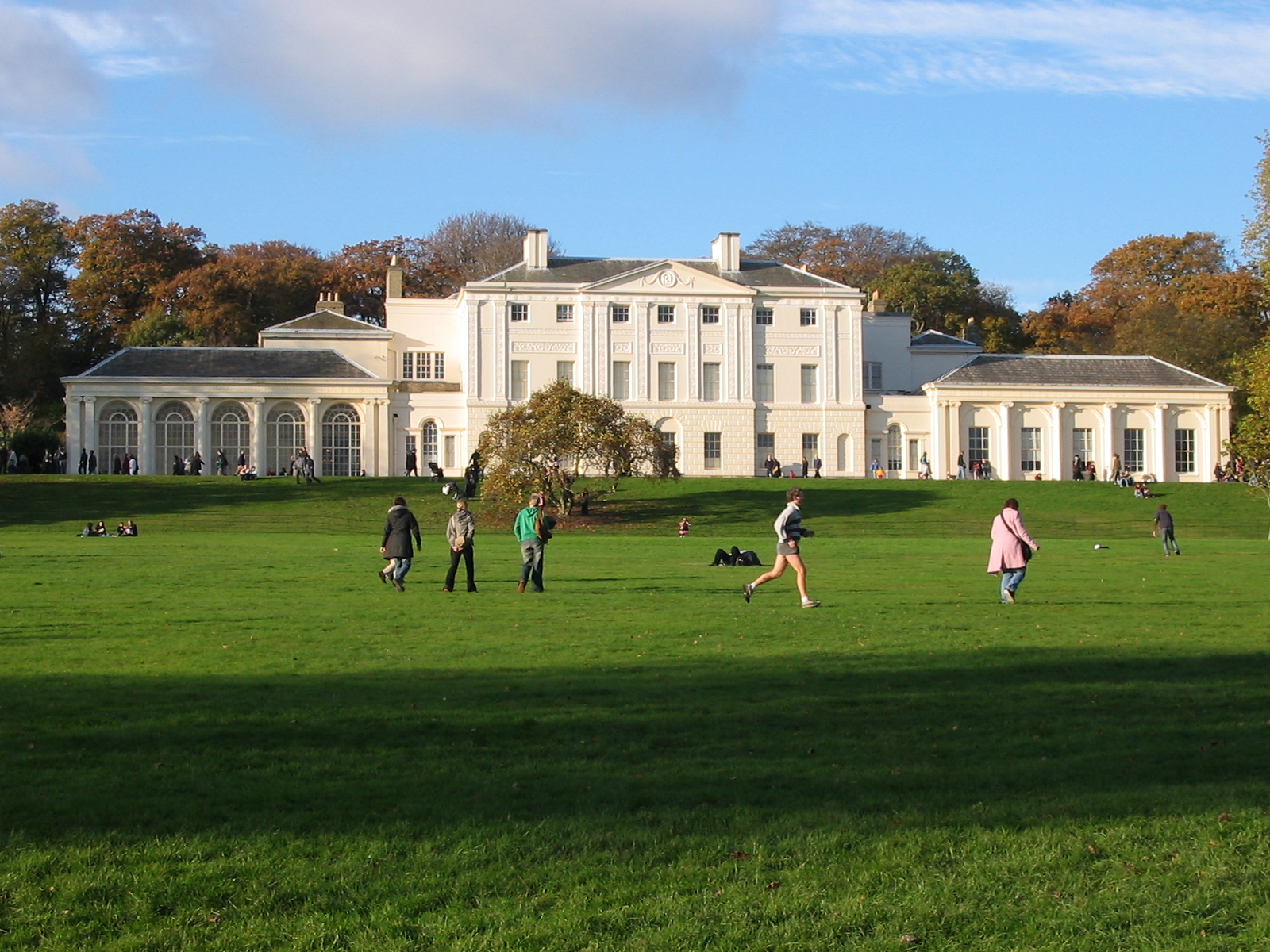
Kenwood House.
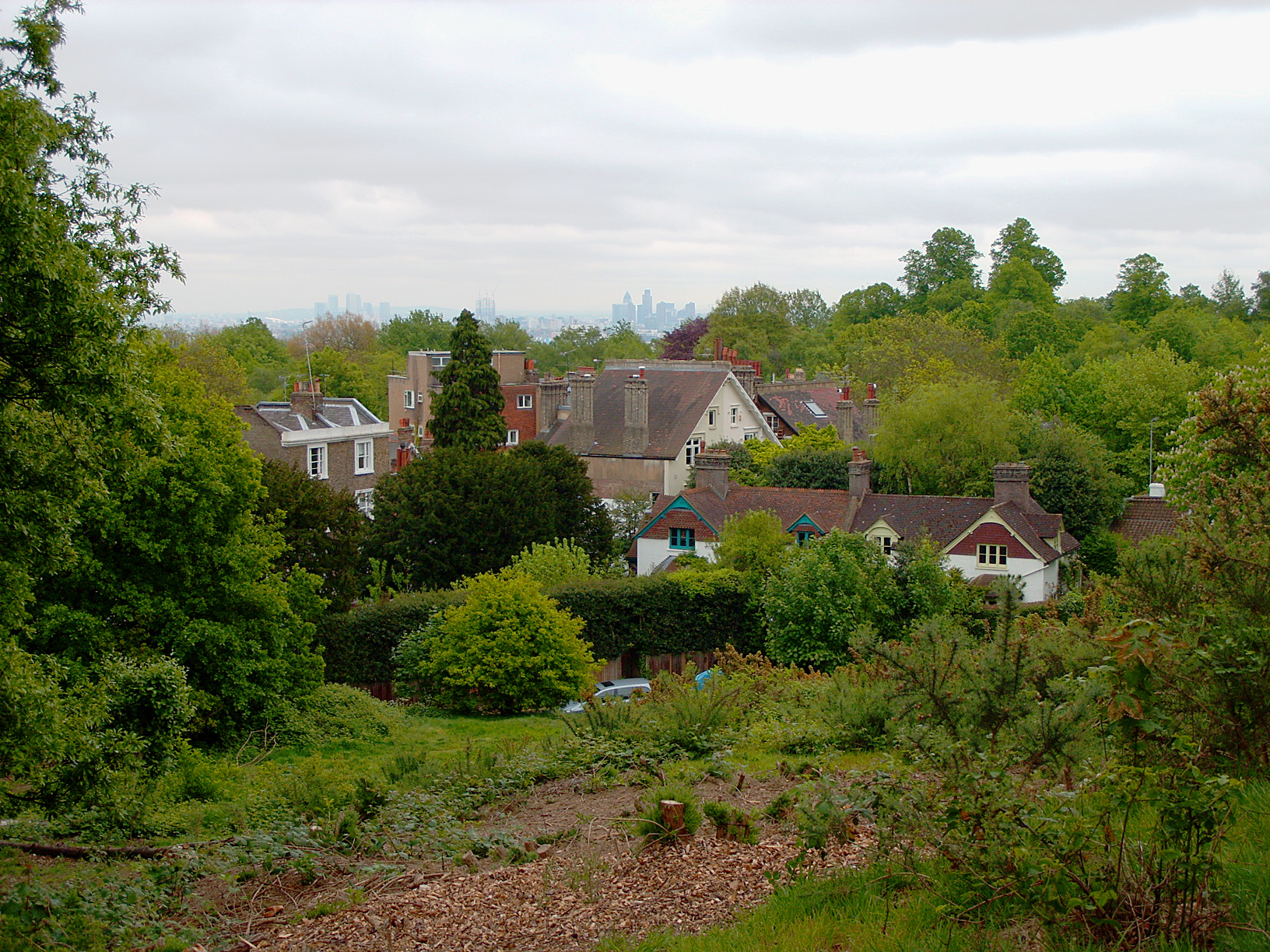
El Valle de la Salud.
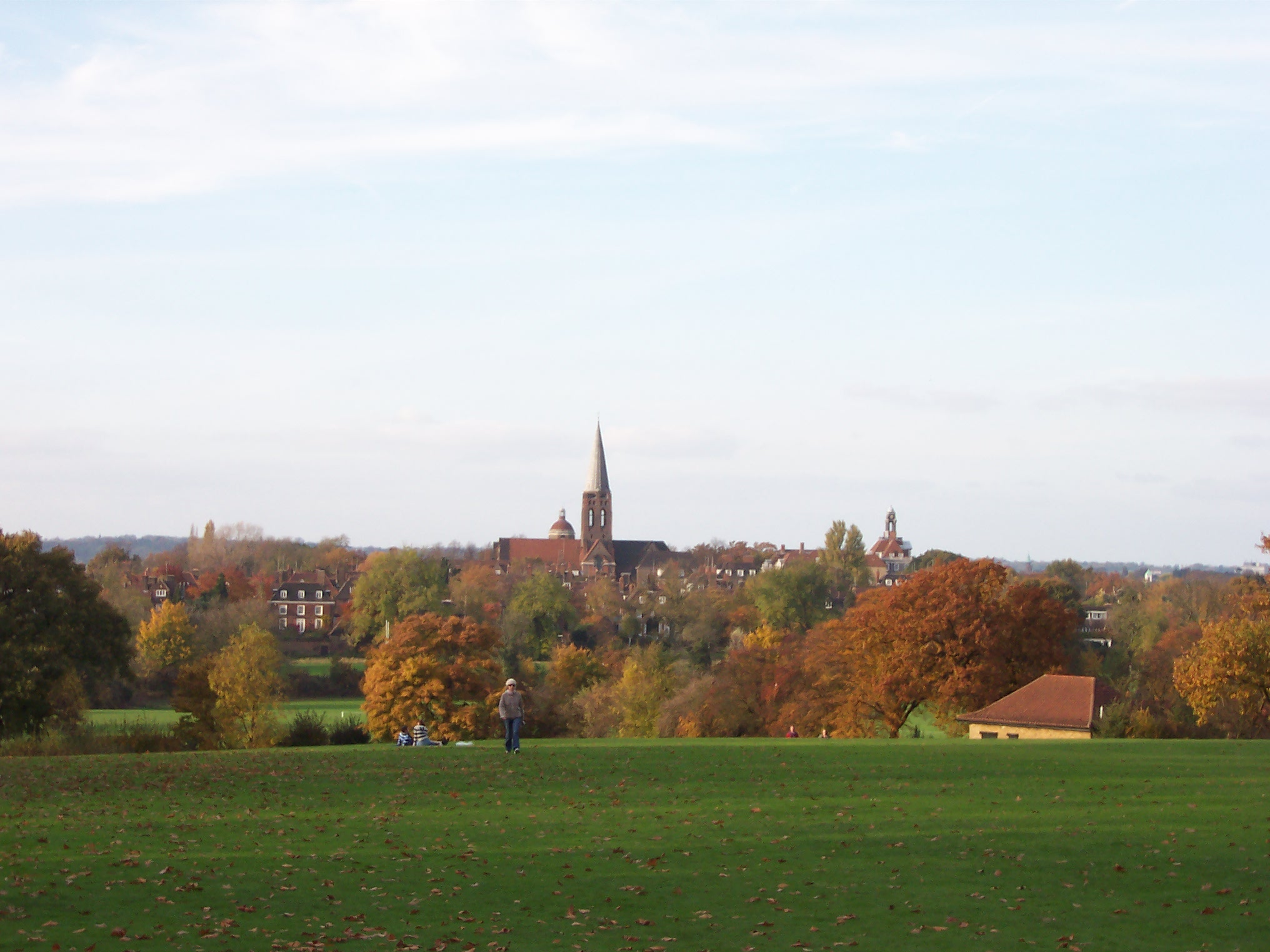
Iglesia de San Judas en Hampstead vista desde The Heath.